# Julia Chuñil
Julia del Carmen Chuñil Catricura (Máfil, 16 de julio de 1952) es una activista medioambiental mapuche chilena y presidenta de la Comunidad Indígena Putreguel. Es reconocida por su labor en la defensa del bosque nativo y la protección de tierras ancestrales mapuche en la comuna de Máfil, Región de Los Ríos.
El 8 de noviembre de 2024, Julia Chuñil desapareció en la comuna de Máfil, Región de Los Ríos, en circunstancias aún no esclarecidas. Aquel día, la dirigente se dirigió al predio “Reserva Cora Número Uno-A” en búsqueda de unos animales extraviados. Desde entonces no se ha vuelto a encontrar. 
Uno de sus hijos explicó que al buscar a su madre, encontró huellas de una camioneta, vehículo “inusual” para el sector, lo que levantó sospechas. El caso ha tomado importancia nacional e internacional debido a la desaparición de una defensora ambiental.

## Biografía

### Vida personal
Julia Chuñil nació en 1952 en el sector rural de Huichaco, en la comuna de Máfil. Durante su juventud, se fue un periodo a la ciudad, pero luego regresó al campo. Es madre de 5 hijos y abuela de 10 nietos.
El 2018 luchó por la protección de 900 hectáreas de bosque nativo en la comuna donde residía, Máfil. 
Meses antes de su desaparición, se desempeñaba como presidenta de la Comunidad Putreguel. 

### Defensa ambiental del territorio
A lo largo de su vida, se dedicó a la conservación del bosque nativo y a la defensa de los derechos territoriales de su comunidad. En 2014, la «Comunidad Indígena Putreguel» fue reconocida oficialmente por la Corporación Nacional de Desarrollo Indígena (CONADI), y Julia asumió el rol de presidenta y representante legal de las 17 familias que la conforman.
En 2015, bajo el liderazgo de Julia, la comunidad amplió su territorio al ocupar un predio conocido como "Reserva Cora Número Uno-A", tierras ancestrales que habían sido ofrecidas previamente a otra comunidad indígena. La elección de ocupar la propiedad emergió como reacción a un prolongado proceso de conflicto con el empresario Juan Carlos Morstadt Anwandter, quien deseaba destinar el terreno a la tala de bosques nativos y a la comercialización de madera, así como con la CONADI, la cual había sido demandada por anomalías en el proceso de entrega de las tierras. A pesar de que la CONADI ya había reconocido la propiedad como territorio ancestral mapuche, la entrega oficial se vio impedida, lo que llevó a la comunidad, liderada por Julia, a tomar posesión del terreno.
Desde entonces, Julia se dedicó a la conservación de la biodiversidad local y a la cría de ganado a pequeña escala. Sin embargo, su defensa del territorio no estuvo exenta de riesgos: durante años, enfrentó amenazas y hostigamientos constantes, los cuales se intensificaron en los últimos días previos a su desaparición. Desde 2018, había denunciado reiteradamente la situación y manifestado su preocupación por la seguridad de su comunidad y la propia; tras la restitución del terreno en cuestión a una empresa, comenzó a recibir amenazas y persecuciones por parte de personas vinculadas al predio.
Entre los casos más graves de hostigamiento, se menciona que un puente que utilizaba con frecuencia fue destruido en más de una ocasión. Según Julia, esta acción fue realizada por José Luis Painean Coronado, quien habría recibido $3.000.000 de parte de Juan Carlos Morstadt Anwandter, dueño de la empresa que intentaba explotar el terreno. Además, Julia relató que Morstadt le ofreció dinero directamente para que abandonara el lugar, diciéndole «Ya’po, Julia, ya los tengo a todos comprados. Faltai tú no más» [sic].

## Desaparición
El 8 de noviembre de 2024, Julia fue vista por última vez cuando salió de su hogar, acompañada de su perro "Cholito", para buscar animales extraviados en el predio en disputa. Desde entonces, no se ha tenido información sobre su paradero.
El 10 de noviembre son encontrados el bastón y un cojín en una mediagua —una pequeña vivienda de refugio ocasional—. Al día siguiente la familia presentó una denuncia por posible desgracia. Lugareños señalaron que consideran que hay evidencia que indica que Julia fue sacada de la mediagua, incluyendo marcas de neumáticos de camioneta —atípicas para la zona— pero mayor evidencia se perdió debido a las lluvias. Las siguientes semanas se desarrollaron operativos de búsqueda.
El 8 de diciembre su familia y la ONG Escazú Ahora presentaron una querella criminal contra todos quienes resulten responsables.
El 14 de febrero, Pablo San Martín -hijo de Julia- declaró que ya no se estaban realizando búsquedas en el sector y que el foco de la investigación recayó en su hermana, Jeanette, quien por dichos de su pareja, quedó como una de las sospechosas. 

## Reacciones

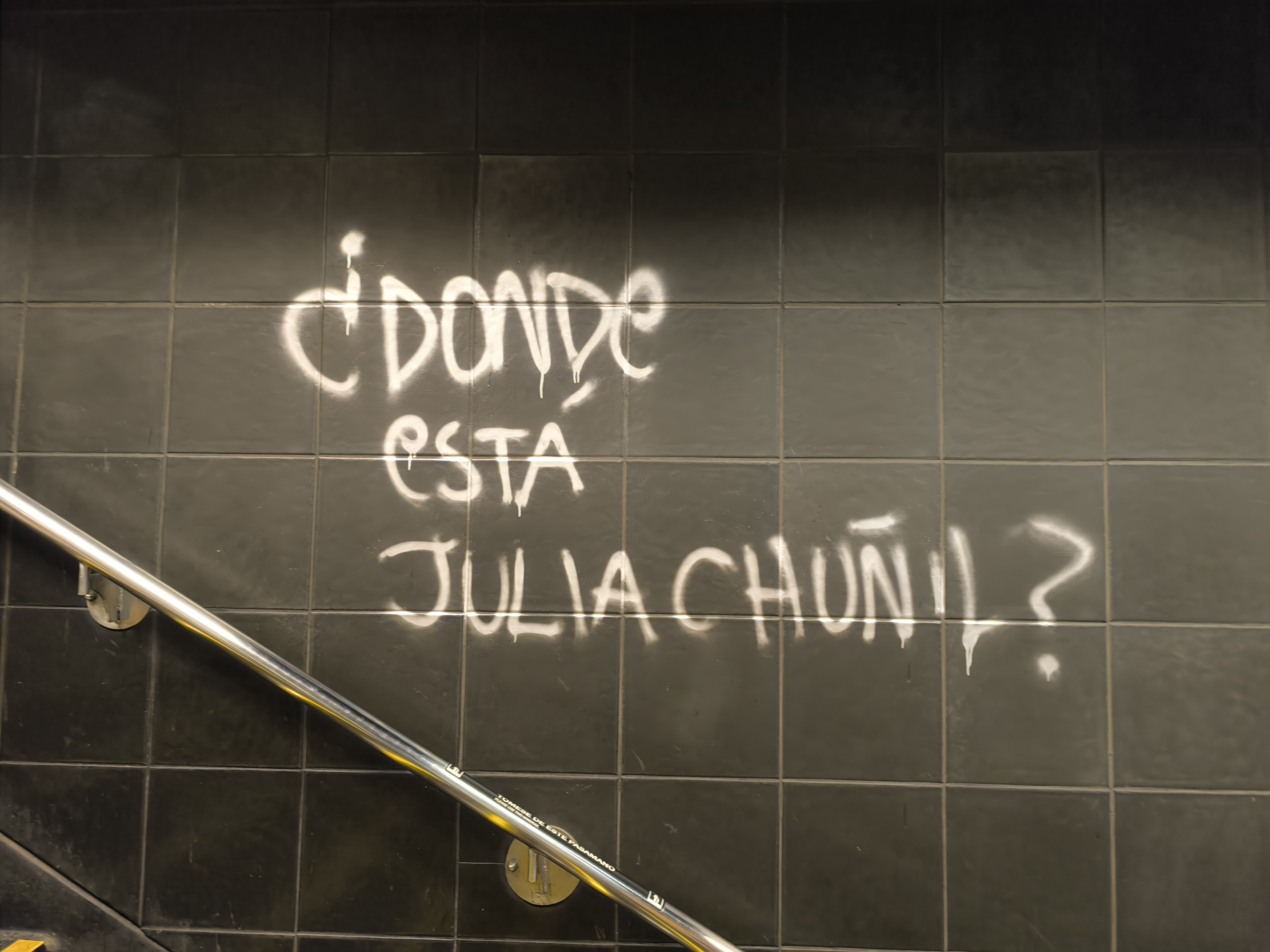
Graffiti preguntando dónde está Julia Chuñil en una estación del Metro de Santiago de Chile (2025).

La desaparición de Julia ha generado preocupación a nivel nacional e internacional. Organizaciones mapuche, feministas, medioambientales y de derechos humanos han exigido al gobierno chileno intensificar los esfuerzos para encontrarla. El Presidente Gabriel Boric expresó su preocupación por el caso y afirmó que la búsqueda continuará de manera firme.
La Corporación de Promoción y Defensa de los Derechos del Pueblo expresó su preocupación por la desaparición de Julia Chuñil, destacando que su caso evidencia el riesgo que enfrentan las mujeres defensoras en Chile. Hizo un llamado al Estado a investigar con diligencia y agotar todos los recursos disponibles, recordando su obligación conforme al derecho internacional.
El Instituto Nacional de Derechos Humanos de Los Ríos está realizando diversas gestiones en el marco de la desaparición de Julia Chuñil. Ha oficiado al Ministerio Público para obtener información sobre la investigación y determinar si se está aplicando la Guía de Diligencias Investigativas sobre Desaparición Forzada, elaborada por la Fiscalía Nacional en agosto de 2024.

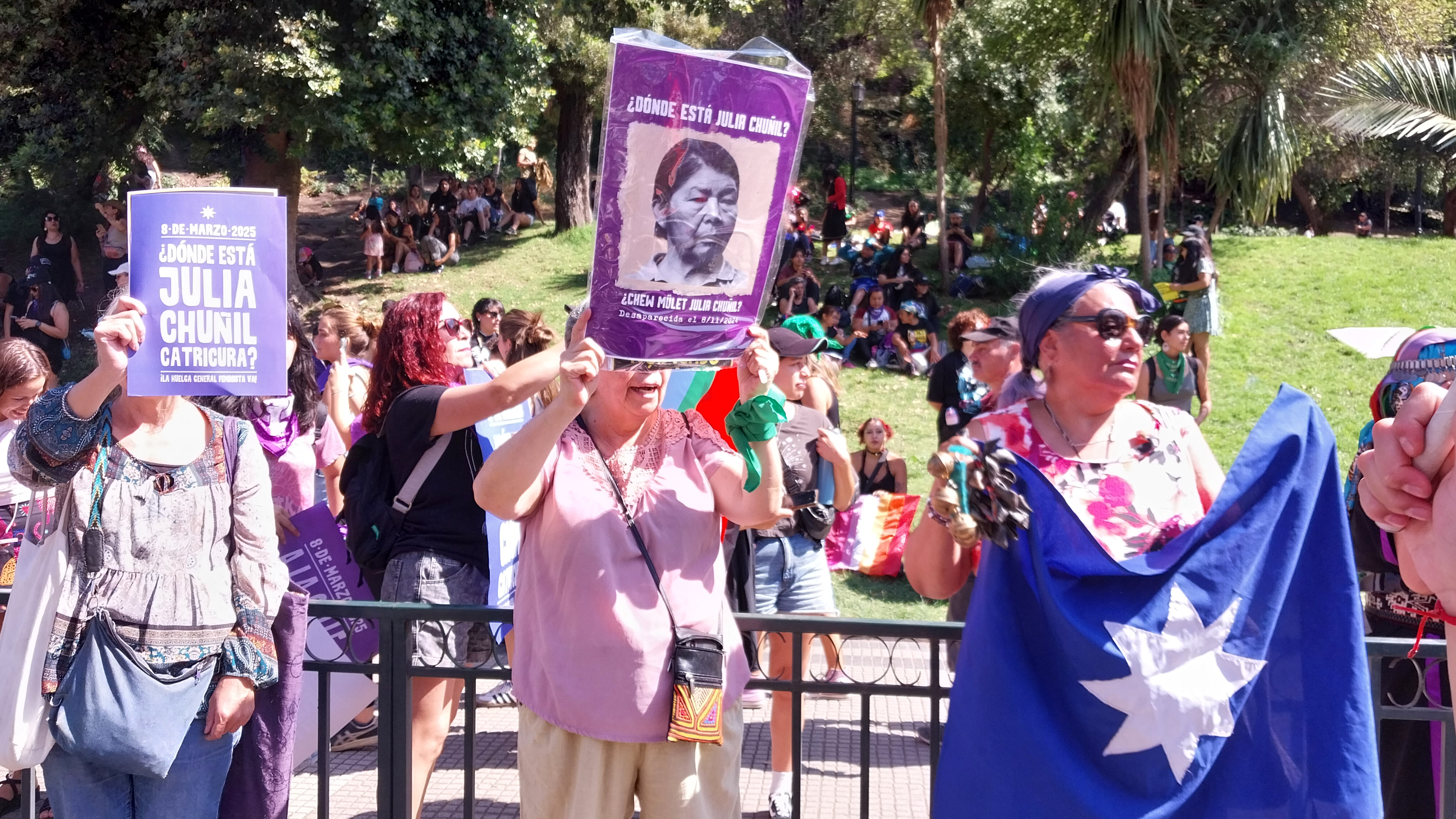
Tres mujeres piden dónde está Julia Chuñil durante las manifestaciones del 8M 2025 en Santiago.

El 8 de enero se realizó una protesta en el frontis del Palacio de La Moneda exigiendo una investigación urgente por su desaparición.
El 26 de febrero de 2025, en el LXIV Festival Internacional de la Canción de Viña del Mar, el guitarrista Claudio Narea —exintegrante del grupo chileno Los Prisioneros— exhibió una polera con el rostro de Julia Chuñil en la abertura del evento, evidenciando la relevancia del caso a nivel nacional e internacional.
Para el 8 de marzo, Día Internacional de la Mujer, la desaparición de Julia Chuñil inspira a las activistas chilenas a alzar la voz en la huelga general feminista bajo la consigna «¿Dónde está Julia Chuñil?».